# Незнакомка (фильм, 1995)
«Незнакомка» (англ. The Stranger) — американский художественный фильм 1995 года, снятый режиссёром Фрицем Киршем. Боевик с элементами приключенческого фильма, созданный на студии Kings Road Entertainment.
Фильм был номинирован на премию «Молодой актёр» (актриса Робин Линн Хит в номинации Best Performance by a Young Actress — TV Special).

## Сюжет
В одном американском городке (Лайквью, Аризона), расположенном посреди пустыни, орудует банда байкеров на мотоциклах. Жители и местная власть боятся байкеров и не осмеливаются противостоять им. Пытались помешать бандитам местный шериф Гордон Коль и его невеста Бриджит, которая пыталась сфотографировать их, чтобы представить доказательства преступной деятельности банды ФБР. Но сделать они ничего не смогли — бандиты избили самого шерифа, а его подругу изнасиловали и убили. По крайней мере это видел сам Гордон, который с тех пор постоянно пьёт. У Бриджит также была сестра Кордет, которая после тех событий сошла с ума.
Всё продолжается до тех пор, пока в город на мотоцикле не приезжает таинственная незнакомка, очень похожая на Бриджит, которая хочет отомстить байкерам, особенно их главарю Ангелу. Обладающая прекрасной реакцией, в совершенстве владеющая огнестрельным и холодным оружием, а также приемами рукопашного боя, девушка одного за другим жестоко убивает всех членов байкерской банды.

## В ролях
- Кэти Лонг — Незнакомка
- Эндрю Дивофф — Эйнджел
- Эрик Пирпойнт[англ.] — шериф Гордон Коль
- Робин Линн Хит — Кордет, сестра Бриджит
- Фэйт Минтон — Кира
- Дэнни Трэхо — Хаук, байкер из банды Эйнджела

## Дополнительная информация
- Художники: Гарри Рэнделл и Сандра Грасс
- Фильм был снят в 1994 году, а вышел на экраны в 1995 году, поэтому иногда 1994 год указывают как год выпуска фильма.